# A Magyar Ifjúság Könyvtára
A Magyar Ifjúság Könyvtára könyvsorozat Rajka László és Imre Lajos szerkesztésében 1928 és 1940 között, a Minerva Rt. kiadásában. Összesen 12 számozott füzete jelent meg (tíz kötetben), többségében ifjúsági szépirodalom, így a sorozatindító Magyar elbeszélők című kötet, a Benedek Elek összeállította Gyermekszínház és Conan Doyle Tűz körüli történetek c. elbeszéléskötete Málnásy Tivadar fordításában (1925), Récsei Ede A diák Jókai c. életképe, Theodor Storm Bábjátékos Pali c. elbeszélése Rajka László tolmácsolásában és Percy F. Westerman Li Fan bosszúja c. története (1926). Folytatólag 1927-ben, 1928-ban és 1930-ban csak egy-egy kötetet jelentettek meg a szerkesztők: Imre Lajostól az Ifjúsági játékok könyvét, valamint Málnásy Tivadar A kis pont és Csűrös Emília Fű kizöldül ó sírhanton c. elbeszélésköteteit. Tízéves kihagyással, 1940-ben jelent meg a sorozat utolsó, 12. kötete Bíró Vencel elbeszéléseivel Az első diákév címmel.